# Ферн-Парк
Ферн-Парк (англ. Fern Park) — статистически обособленная местность, расположенная в округе Семинол (штат Флорида, США) с населением в 8318 человек по статистическим данным переписи 2000 года.

## География
По данным Бюро переписи населения США статистически обособленная местность Ферн-Парк имеет общую площадь в 6,22 квадратных километров, из которых 5,44 кв. километров занимает земля и 0,78 кв. километров — вода. Площадь водных ресурсов округа составляет 12,54 % от всей его площади.
Статистически обособленная местность Ферн-Парк расположена на высоте 29 м над уровнем моря.

## Демография
| Год переписи        | Нас. |  | %±    |
| ------------------- | ---- |  | ----- |
| 1980                | 8890 |  | —     |
| 1990                | 8294 |  | −6,7% |
| 2000                | 8318 |  | 0,3%  |
| 1980–2000 Источник: |      |  |       |

По данным переписи населения 2000 года в Ферн-Парк проживало 8318 человек, 2227 семей, насчитывалось 3570 домашних хозяйств и 3700 жилых домов. Средняя плотность населения составляла около 1337,3 человек на один квадратный километр. Расовый состав населённого пункта распределился следующим образом: 85,14 % белых, 7,54 % — чёрных или афроамериканцев, 0,42 % — коренных американцев, 1,54 % — азиатов, 0,01 % — выходцев с тихоокеанских островов, 2,28 % — представителей смешанных рас, 3,07 % — других народностей. Испаноговорящие составили 12,83 % от всех жителей статистически обособленной местности.
Из 3570 домашних хозяйств в 24,1 % воспитывали детей в возрасте до 18 лет, 46,0 % представляли собой совместно проживающие супружеские пары, в 12,4 % семей женщины проживали без мужей, 37,6 % не имели семей. 30,3 % от общего числа семей на момент переписи жили самостоятельно, при этом 13,1 % составили одинокие пожилые люди в возрасте 65 лет и старше. Средний размер домашнего хозяйства составил 2,30 человек, а средний размер семьи — 2,85 человек.
Население статистически обособленной местности по возрастному диапазону по данным переписи 2000 года распределилось следующим образом: 20,3 % — жители младше 18 лет, 8,4 % — между 18 и 24 годами, 28,5 % — от 25 до 44 лет, 24,5 % — от 45 до 64 лет и 18,3 % — в возрасте 65 лет и старше. Средний возраст жителей составил 40 лет. На каждые 100 женщин в Ферн-Парк приходилось 91,0 мужчин, при этом на каждые сто женщин 18 лет и старше приходилось 87,5 мужчин также старше 18 лет.
Средний доход на одно домашнее хозяйство статистически обособленной местности составил 43 337 долларов США, а средний доход на одну семью — 52 981 доллар. При этом мужчины имели средний доход в 34 152 доллара США в год против 25 975 долларов среднегодового дохода у женщин. Доход на душу населения статистически обособленной местности составил 43 337 долларов в год. 4,2 % от всего числа семей в населённом пункте и 7,8 % от всей численности населения находилось на момент переписи населения за чертой бедности, при этом 7,7 % из них были моложе 18 лет и 10,8 % — в возрасте 65 лет и старше.